# Mikekarácsonyfa
Mikekarácsonyfa là một thị trấn thuộc hạt Zala, Hungary. Thị trấn này có diện tích 8,5 km², dân số năm 2010 là 287 người, mật độ 34 người/km².